# Holubinka žlutá
Holubinka žlutá (Russula lutea), jinak také holubinka žloutková, je druh houby z čeledi holubinkovitých (Russulaceae).

## Znaky
Tenkomasý klobouk dorůstá 2–8 cm v průměru, nejdřív polokulovitý tvarem postupně přechází na klenutý, plochý až ve středu prohloubený. Okraje jsou krátce rýhované, lehce zvlněný. Pokožka je matná, za deště lehce lepkavá a lesklá, sytě žlutá, někdy s oranžovým nádechem, slupitelná přes víc než polovinu poloměru klobouku.
Lupeny jsou smetanové až meruňkové, křehké, u třeně jsou volné či úzce připojené, na klobouku jsou poměrně hustě uspořádané. Výtrusný prach je jemně žlutý.
Třeň je 2–6 cm dlouhý, ojíněný (později však lysající), podélně vrásčitý, křehký, dutý, v závislosti na stáří bílý, žlutý až hnědavý.
Dužnina je bílá, křehká, chuťově je mírná, voní typicky po vinném octu, hořčici či kyselých okurkách (u čerstvých plodnic nemusí být aroma výrazné, projevuje se spíše v suchém období).

## Užití
Jedlý druh.

## Ekologie
Tato holubinka roste od června do října ve všech typech lesů na vlhkých, kyselých substrátech, ze stromů preferuje lísky, habry, buky a duby.

## Rozšíření
Výskyt byl popsán v Evropě, Kanadě a Rusku.

## Galerie

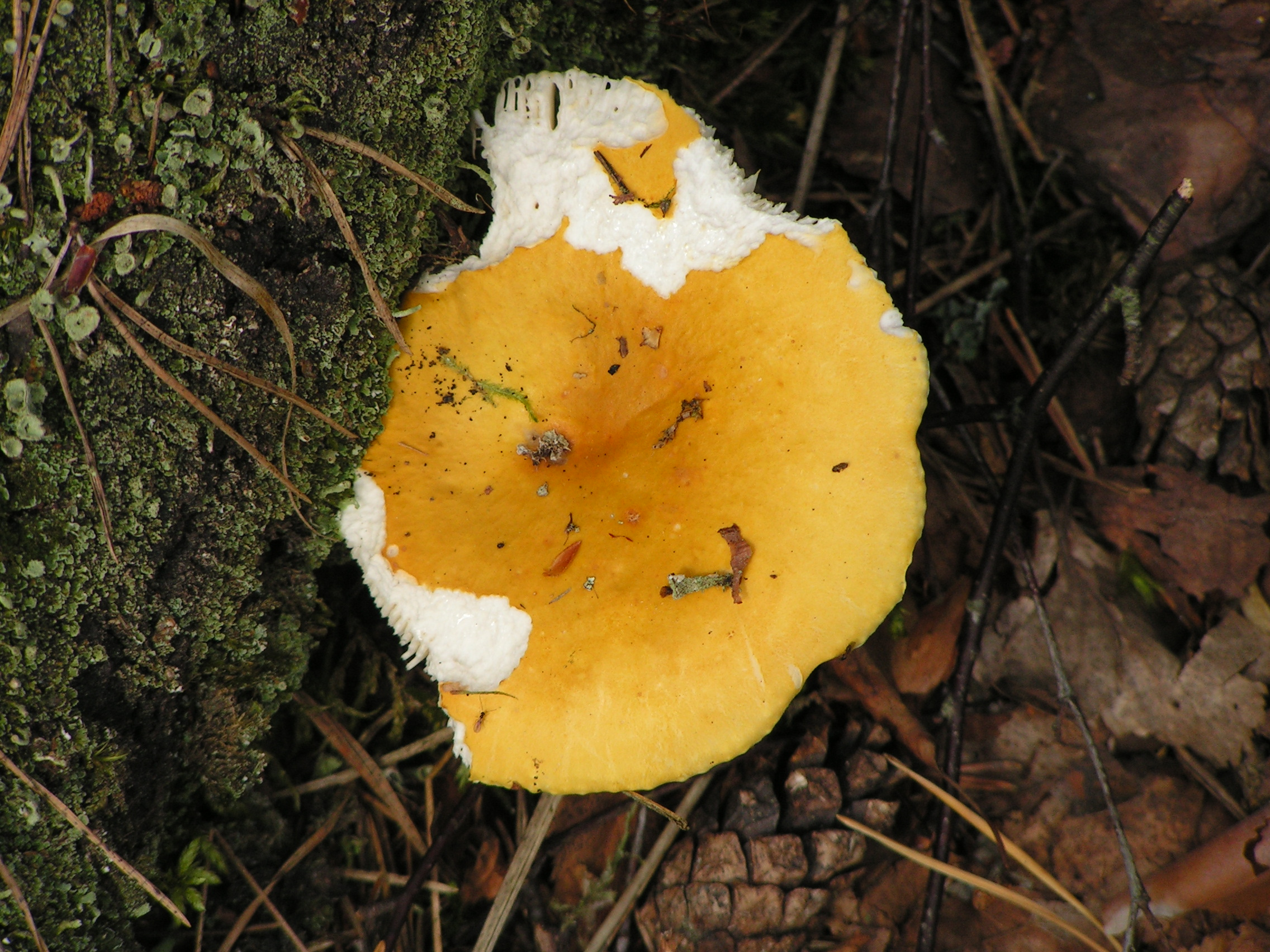
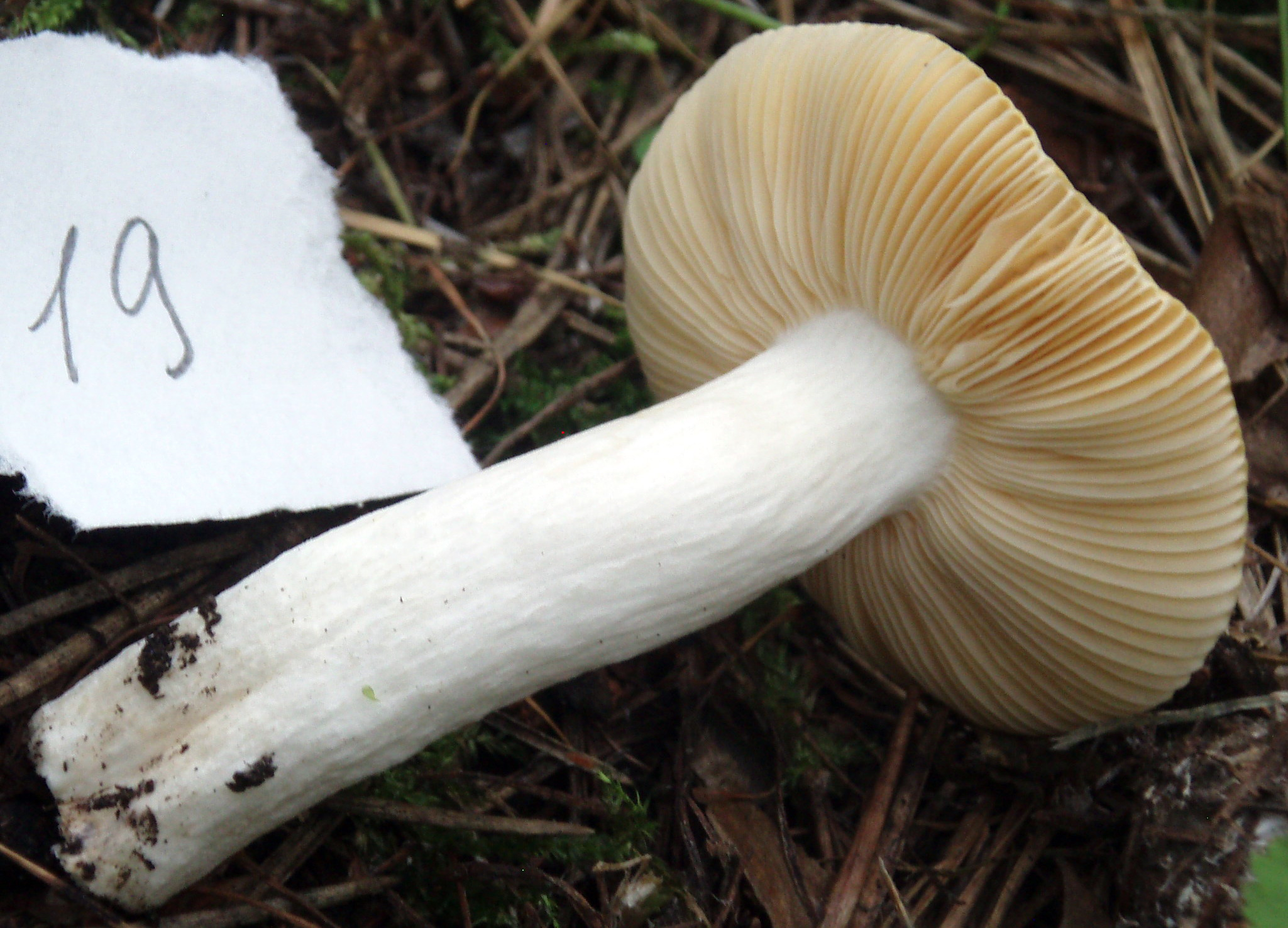
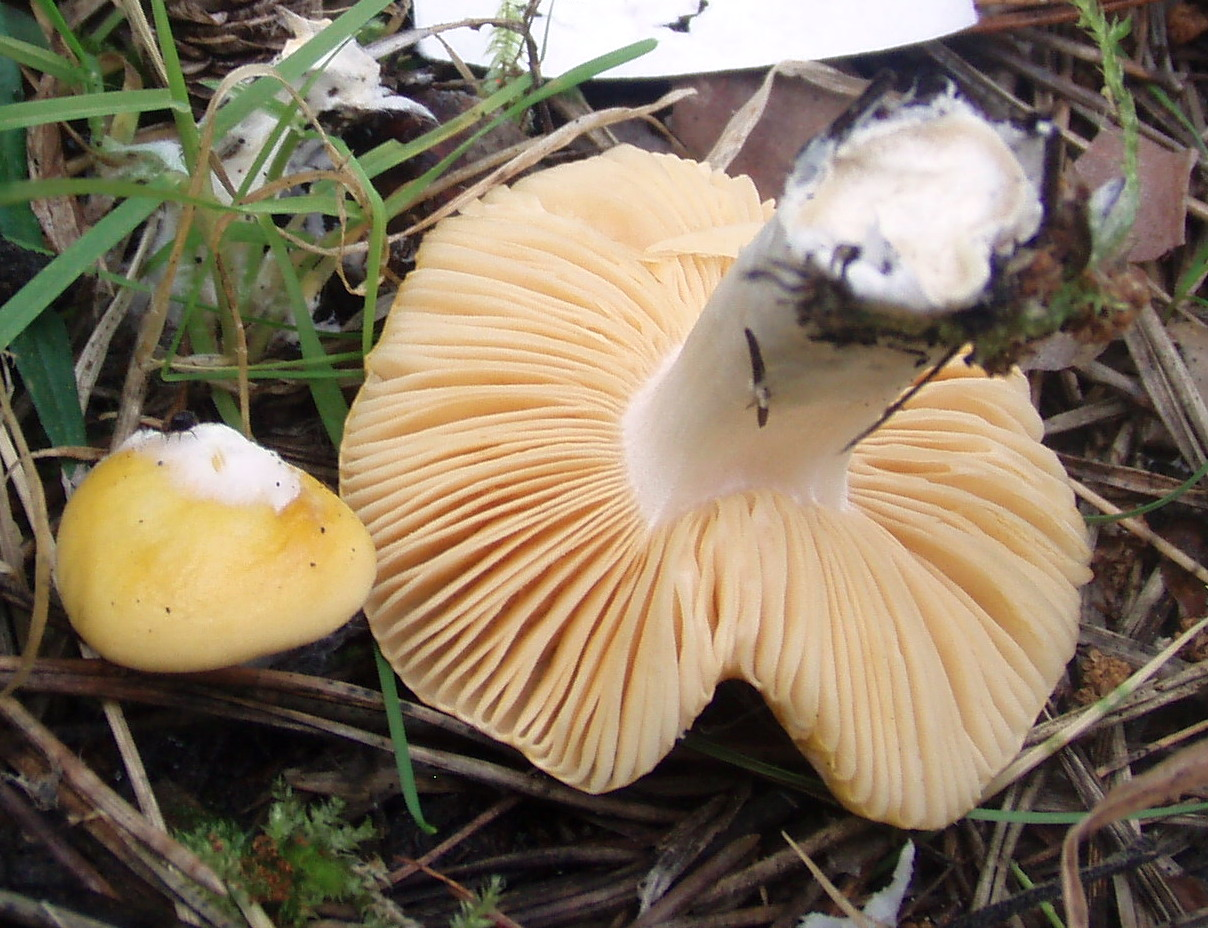
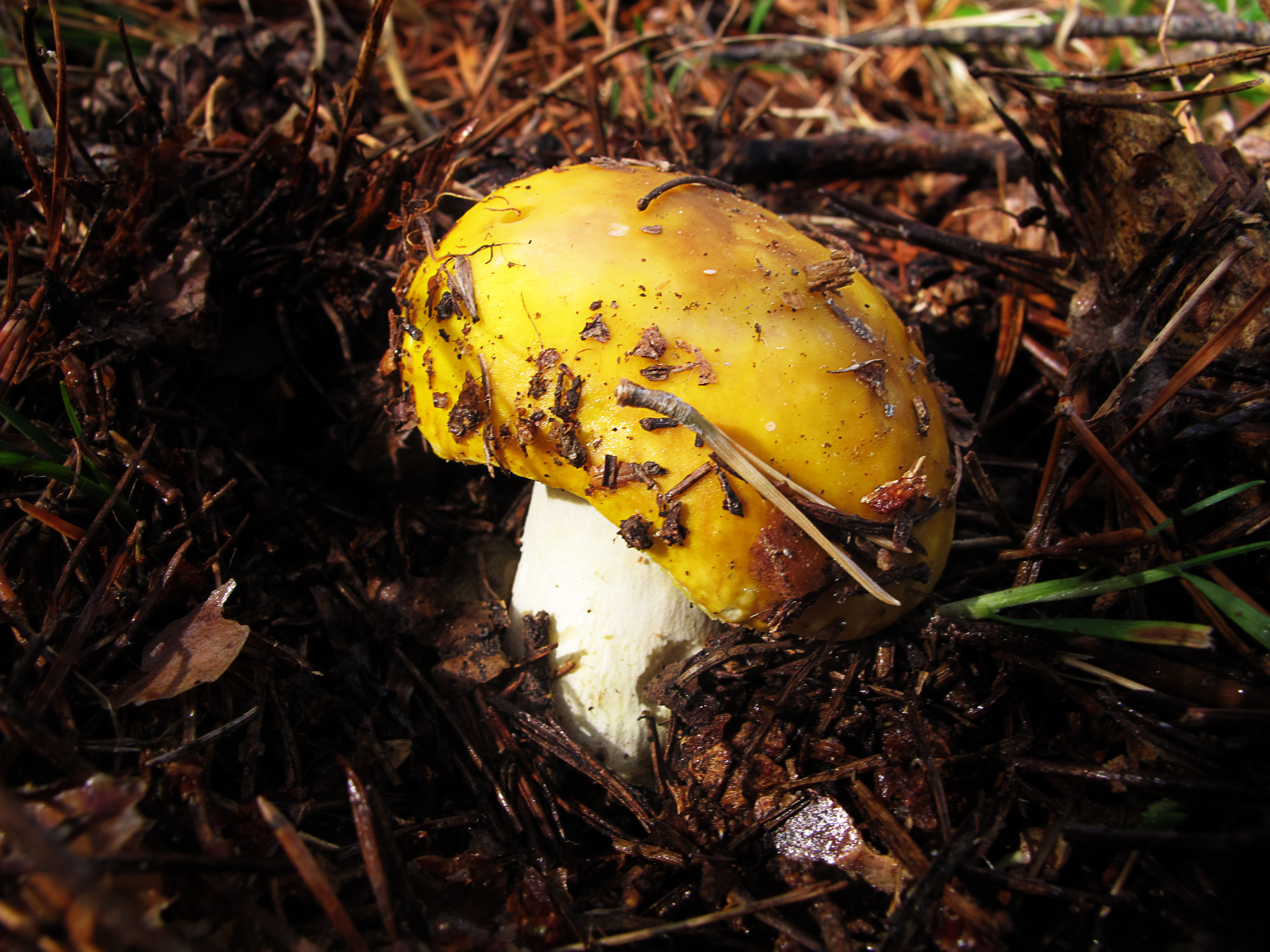

## Možnost záměny
- Holubinka měnlivá (Russula risigallina)
- Holubinka žlučová (Russula fellea)
- Holubinka sluneční (Russula solaris)
- Holubinka Raoultova (Russula raoultii)[2]